# Warmux

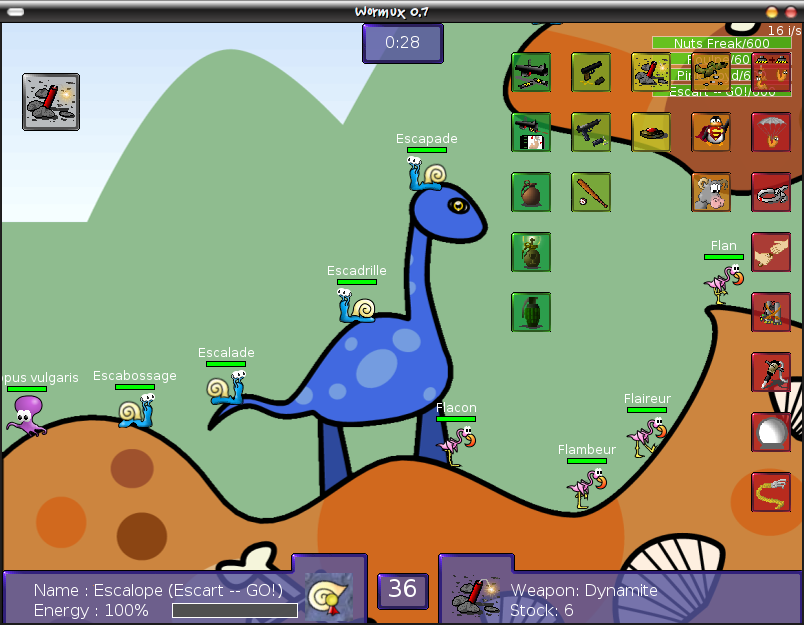
Wormux 0.7

Warmux est un jeu vidéo libre dans la famille des jeux vidéo d'artillerie, comme Scorched Earth ou Worms. Il a été créé en décembre 2002 par Lawrence Moy sous le nom de Wormux, pour être renommé en Warmux en novembre 2010. Le but de ce jeu est de tuer son ou ses adversaires. Dans Warmux, les animaux ne sont pas des vers mais les mascottes des logiciels libres (Firefox, GNU, Tux, Pidgin, etc.) Après une période où il a utilisé la bibliothèque ClanLib, le jeu a été porté sous SDL ; il est maintenant disponible tant sous Windows que sous des systèmes de type Unix (GNU/Linux, FreeBSD, Android, Maemo et Mac OS X). Le logiciel et ses données utilisent la licence publique générale GNU. Le développement s'est arrêté en 2011.

## Histoire
Warmux reprend le concept de jeux de la prolifique série des Worms de l'équipe de développement Team17. Worms est né en 1994 et met en scène plusieurs équipes de petits personnages cartoon qui se battent à coups d'armes sur un plateau en deux dimensions. Warmux est à la fois un jeu de "chance" et de stratégie. Le principe de la visée et du vent est emprunté à Scorched Earth (voir Scorched 3D).

## Système de jeu
Le jeu propose de nombreuses armes (dynamite, bazooka automatique, batte de baseball, téléportation, etc.) Il y a de nombreux terrains disponibles (dans différents styles), ainsi que de nombreux avatars différents, tous issus des logiciels libres (GNU, Linux, FreeBSD, KDE, GIMP, OpenOffice.org, Firefox, Thunderbird, Workrave, NuFW, SPIP, etc) !
Le jeu se joue à plusieurs joueurs humains (par équipe de Warmux interposés), et aussi en réseau depuis la sortie de la version 0.8 finale. Le jeu en réseau propose deux modes de connexion : soit en mode privé (il faut alors fournir adresse IP ou nom réseau et port à vos partenaires de jeu) soit public (un serveur d'index permettant de publier la présence de votre partie). Le mode public n'est parfois pas disponible car l'hébergement du serveur d'index n'est pas assuré par un service professionnel.
Le jeu propose de gérer les équipes adverses par l'ordinateur. Cette fonctionnalité, disponible depuis la 0.7.9, est maintenant officiellement et directement accessible. Le jeu est largement avancé et convivial grâce aux sons, aux graphismes, à une "minimap" permettant de visualiser l'ensemble du terrain ou aux caisses qui donnent des bonus/malus.

## Tournois
Malgré le fait que le projet de Warmux fut abandonné certains joueurs passionnés ont créé des TEAM PROS mais aucun tournoi opposant des TEAM PROS Warmux ne fut organisé jusqu'en 2019 : c'est l'apparition de la warmux champion ship.